# Murilo de Almeida
Murilo Ribeiro de Almeida (* 21. ledna 1989, Presidente Prudente, Brazílie), známý jako Murilo de Almeida, je brazilsko-východotimorský fotbalista.
Hrál například za Magwe FC nebo Al Ettifaq FC. Kariéru ukončil v roce 2020.
Východní Timor ho naturalizoval s pomocí trenéra národního týmu, Brazilce Antônia Carlose Silvy.

## Mezinárodní kariéra
Murilo debutoval za národní fotbalový tým Východního Timoru do 23 let na SEA Games 2011. Na turnaji vstřelil 3 góly a dostal červenou kartu.
Murilo debutoval v seniorském národním týmu 5. října 2012 proti Kambodži. V roce 2014 vstřelil Bruneji hattrick v AFF Suzuki Cup.